# 栃木県道349号那須高原スマートインター線

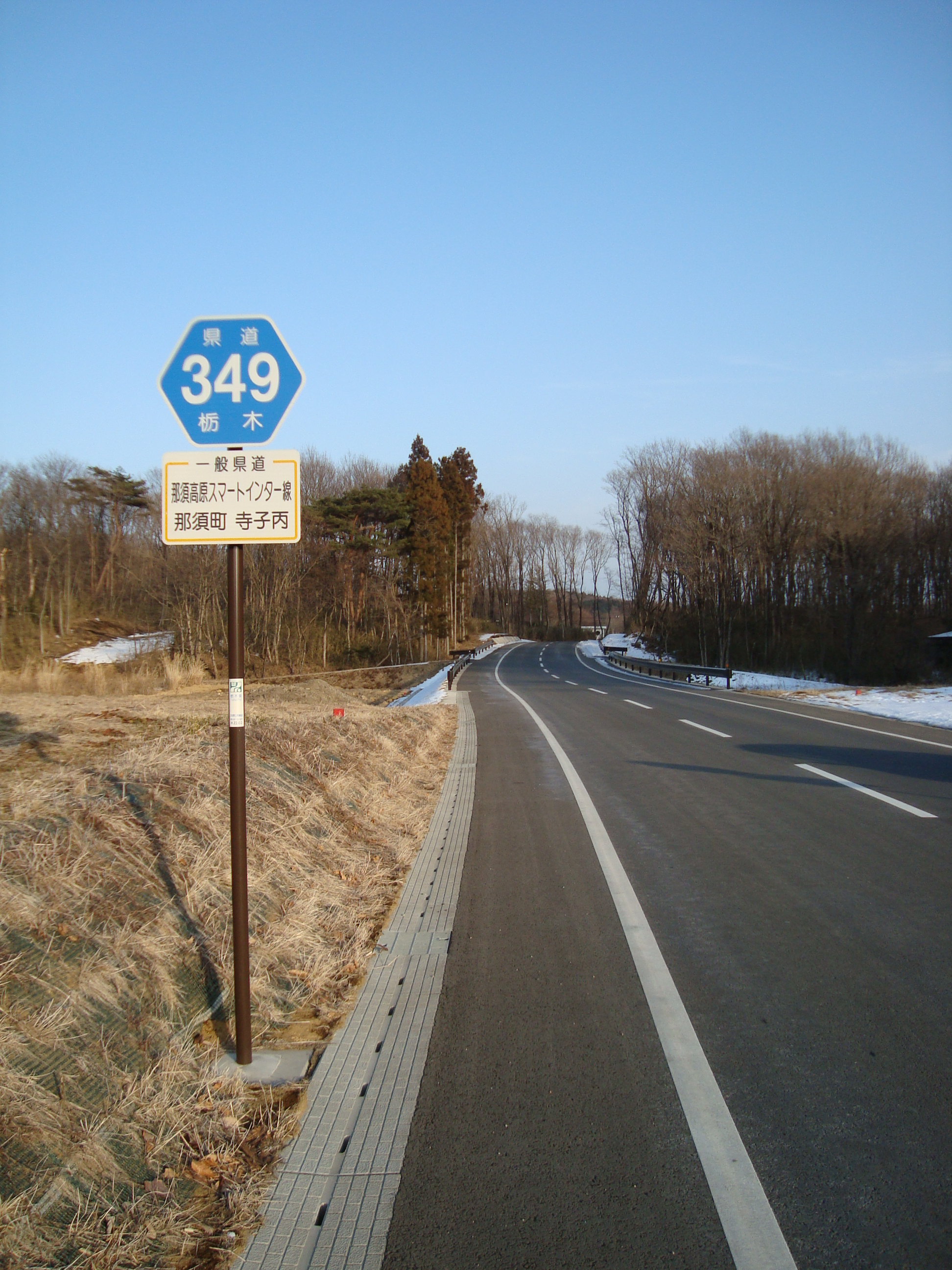
那須町寺子丙付近（2011年1月）

栃木県道349号那須高原スマートインター線（とちぎけんどう349ごう なすこうげんスマートインターせん）は、栃木県那須郡那須町内を通過する一般県道である。

## 概要

### 路線データ
- 総延長：0.5km[1]
- 実延長：0.5km[1]
- 起点：栃木県那須郡那須町大字豊原丙（迯室交差点＝国道4号交点）
- 終点：栃木県那須郡那須町大字豊原丙（東北自動車道那須高原スマートインターチェンジ）
- 認定：未調査

## 歴史

### 年表
- xxxx年x月x日 - 一般県道として認定。
- 2010年（平成22年）（平成22年）12月18日 - 供用開始[2]。

## 地理

### 通過する自治体
- 栃木県
  - 那須郡那須町